# Rhodostrophia cinerascens
Rhodostrophia cinerascens là một loài bướm đêm trong họ Geometridae.